# Mónica Velásquez
Mónica Velásquez Guzmán (La Paz, 9 de octubre de 1972) es una poeta, investigadora, docente universitaria y crítica literaria boliviana.Obtuvo su doctorado en Literatura Hispanoamericana en el Colegio de México. Es conocida principalmente por su labor en la crítica, ensayo, edición, enseñanza, lucha contra la discriminación y el apoyo a la juventud. Es considerada una de las voces más importantes de la literatura boliviana en el siglo XXI.

## Biografía
Velásquez estudió la carrera de Literatura en la Universidad Mayor de San Andrés. Durante este periodo conoció a la poeta  Blanca Wiethuchter. Posteriormente se especializó obteniendo el grado de maestría y doctorado en literatura hispanoamericana el Colegio de México.

Sobre su obra la investigadora y poeta Virginia Ayllón menciona:
“…hay una fuerza en el verso de Mónica que quiero resaltar ante ustedes, ésa que posiblemente viene del desgarre que le produce el dejarse fluir en el río tortuoso que suele ser el viaje poético. Hay una lealtad candorosa, ingenua y, sin embargo, comprometida en la escritura de Mónica”.
Velásquez ha desarrollado la docencia universitaria en la Universidad Mayor de San Andrés y la Universidad Católica de Bolivia. Fue iniciadora del Festival de poesía en la calle, realizado en la ciudad de La Paz entre 2005 y 2009. En 2010, inició el proyecto La crítica y el poeta, una iniciativa dedicada a la investigación y el estudio de la poesía boliviana que se marcó el objetivo de publicar monografías sobre el tema.

## La crítica y el poeta
El proyecto de investigación La crítica y el poeta se llevó a cabo desde el 2010 hasta el 2017, aquí los 11 volúmenes de este.
La crítica y el poeta: Jaime Saenz. Carrera de Literatura-UMSA,  2011.  
La crítica y el poeta: Oscar Cerruto. Carrera de Literatura-UMSA.  2011.    
La crítica y el poeta: Edmundo Camargo. Carrera de Literatura-UMSA, 2011.      
La crítica y el poeta: Blanca Wiethüchter. Carrera de Literatura-UMSA, 2011. 
La crítica y el poeta: Ricardo Jaime Freyre
La crítica y el poeta: Franz Tamayo
La crítica y el poeta: Adela Zamudio
La crítica y el poeta: Raul Otero Reiche
La crítica y el poeta: Eduardo Mitre
La crítica y el poeta: Pedro Shimose
La crítica y el poeta: Octavio Campero Echazú

### Poesía
Tres nombres para un lugar, 1995
Fronteras de doble filo, 1998
El viento de los náufragos, 2005
Hija de Medea, 2008 (Premio Nacional de Poesía Yolanda Bedregal)
La sed donde bebes, 2011
Abdicar de lucidez, 2016

### Crítica Literaria
Múltiples voces en la poesía de Francisco Hernández, Blanca Wiethüchter y Raúl Zurita. , 2009.
Demoníaco afán. Lecturas de poesía latinoamericana, 2010.    3
La crítica y el poeta: siglo XIX, 2019  
Tres citas impuntuales. Tiempo, poesía y falta , 2021.
Un presente abierto 24 horas, 2023.

### Edición
Antología de la poesía boliviana: Ordenar la danza , 2004.      
Obra poética de Oscar Cerruto, 2009 
Vibra aún el arpa muda. Antología de poesía boliviana del siglo XIX, 2019.  
Poesía en Bolivia (1990-2023), 2024.

## Premios y reconocimientos
Beca en el International Writing Program en Iowa, 1997.
Premio Nacional de Poesía Yolanda Bedregal 2007.
Insignia de Caballero de la Orden de las Artes y las Letras de la República Francesa, 2017.